# Paladar

Papila gustativa

O sistema gustativo ou sentido do paladar é o sistema sensorial parcialmente responsável pela percepção do sabor (flavor). O paladar é a percepção produzida ou estimulada quando uma substância na boca reage quimicamente com as células receptoras gustativas localizadas nas papilas gustativas da cavidade oral, principalmente na língua. O paladar, junto com o cheiro (olfato) e a estimulação do nervo trigêmeo (registrando a textura, a dor e a temperatura), determina os sabores dos alimentos e outras substâncias. Os seres humanos têm receptores gustativos nas papilas gustativas e em outras áreas, incluindo a superfície superior da língua e a epiglote. O córtex gustativo é responsável pela percepção do paladar.
A língua é coberta por milhares de pequenas saliências chamadas papilas, que são visíveis a olho nu. Dentro de cada papila existem centenas de papilas gustativas. A exceção a isso são as papilas filiformes que não contêm papilas gustativas. Existem entre 2.000 e 5.000 papilas gustativas localizadas na parte posterior e frontal da língua. Outros estão localizados no céu, nas laterais e na parte posterior da boca e na garganta. Cada papila gustativa contém 50 a 100 células receptoras gustativas.
Os receptores de sabor na boca detectam as cinco modalidades de sabor: doçura, acidez, salgado, amargo e umami. Experimentos científicos demonstraram que esses cinco sabores existem e são distintos um do outro. As papilas gustativas são capazes de distinguir entre diferentes sabores através da detecção de interação com diferentes moléculas ou íons. Os sabores doce, umami e amargo são desencadeados pela ligação de moléculas a receptores acoplados à proteína G nas membranas celulares das papilas gustativas. O salgado e o azedo são percebidos quando o metal alcalino ou os íons de hidrogênio entram nas papilas gustativas, respectivamente.
As modalidades básicas de sabor contribuem apenas parcialmente para a sensação e o sabor dos alimentos na boca — outros fatores incluem o cheiro, detectado pelo epitélio olfatório do nariz; textura, detectada através de uma variedade de mecanorreceptores, nervos musculares, etc.; temperatura, detectada por termorreceptores; e "frieza" (como do mentol) e "quentura" (pungência), por meio de quimestesia.
Como o sistema gustativo percebe tanto coisas prejudiciais quanto benéficas, todas as modalidades básicas de paladar são classificadas como aversivas ou apetitivas, dependendo do efeito que as coisas que sentem têm em nossos corpos. A doçura ajuda a identificar alimentos ricos em energia, enquanto o amargor serve como um sinal de alerta de venenos.
Entre os humanos, a percepção do paladar começa a desaparecer por volta dos cinquenta anos de idade por causa da perda das papilas da língua e uma diminuição geral na produção de saliva. Os humanos também podem ter distorção de gostos por meio da disgeusia. Nem todos os mamíferos compartilham as mesmas modalidades de sabor: alguns roedores podem sentir o gosto do amido (o que os humanos não podem), os gatos não podem sentir o gosto doce e vários outros carnívoros, incluindo hienas, golfinhos e leões marinhos, perderam a capacidade de sentir até quatro de seus ancestrais cinco modalidades de sabor.

## Gostos básicos
O sabor no sistema gustativo permite aos humanos distinguir entre alimentos seguros e prejudiciais e avaliar o valor nutricional dos alimentos. As enzimas digestivas na saliva começam a dissolver os alimentos em produtos químicos básicos que são lavados nas papilas e detectados como sabores pelas papilas gustativas. A língua é coberta por milhares de pequenas saliências chamadas papilas, que são visíveis a olho nu. Dentro de cada papila existem centenas de papilas gustativas. A exceção a isso são as papilas filiformes que não contêm papilas gustativas. Existem entre 2.000 e 5.000 papilas gustativas localizadas na parte posterior e frontal da língua. Outros estão localizados no céu, nas laterais e na parte posterior da boca e na garganta. Cada botão gustativo contém 50 a 100 células receptoras gustativas.
Alimentos amargos são geralmente desagradáveis, enquanto alimentos azedos, salgados, doces e de sabor umami geralmente proporcionam uma sensação de prazer. Os cinco sabores específicos recebidos pelos receptores de sabor são salgado, doce, amargo, azedo e umami, frequentemente conhecido pelo termo japonês "umami", que se traduz como 'delícia'. No início do século XX, os fisiologistas e psicólogos ocidentais acreditavam na existência de quatro sabores básicos: doçura, acidez, salgado e amargo. Naquela época, o umami ainda não havia sido identificado, mas agora um grande número de autoridades o reconhece como o quinto sabor.
Um estudo descobriu que os mecanismos do sal e do sabor azedo detectam, de maneiras diferentes, a presença de cloreto de sódio (sal) na boca. No entanto, os ácidos também são detectados e percebidos como azedo. A detecção de sal é importante para muitos organismos, mas especificamente para mamíferos, pois desempenha um papel crítico na homeostase de íons e água no corpo. É especificamente necessário no rim de mamífero como um composto osmoticamente ativo que facilita a recaptação passiva de água para o sangue.[carece de fontes?] Por causa disso, o sal provoca um sabor agradável na maioria dos humanos.
Os sabores azedo e salgado podem ser agradáveis em pequenas quantidades, mas em grandes quantidades tornam-se cada vez mais desagradáveis. Para o gosto azedo, isso provavelmente ocorre porque o gosto azedo pode indicar frutas pouco maduras, carne podre e outros alimentos estragados, que podem ser perigosos para o corpo por causa das bactérias que crescem nesses meios. Além disso, o sabor azedo sinaliza ácidos, que podem causar graves danos aos tecidos.
O amargo é um sabor geralmente negativo, embora seu método de ação seja desconhecido. Tem a característica de um prazer habitual.
O sabor doce sinaliza a presença de carboidratos na solução. Como os carboidratos têm uma contagem de calorias muito alta (os sacarídeos têm muitas ligações, portanto, muita energia[carece de fontes?]), são desejáveis para o corpo humano, que evoluiu para buscar alimentos com maior ingestão calórica. Eles são usados como energia direta (açúcares) e armazenamento de energia (glicogênio). No entanto, existem muitas moléculas sem carboidratos que desencadeiam uma resposta doce, levando ao desenvolvimento de muitos adoçantes artificiais, incluindo sacarina, sucralose e aspartame. Ainda não está claro como essas substâncias ativam os receptores de doces e que significado adaptativo isso teve.
O sabor umami (ou "saboroso") foi identificado pelo químico japonês Kikunae Ikeda, que sinaliza a presença do aminoácido L-glutamato, desencadeia uma resposta prazerosa e, portanto, estimula a ingestão de peptídeos e proteínas. Os aminoácidos das proteínas são usados no corpo para construir músculos e órgãos, transportar moléculas (hemoglobina), anticorpos e os catalisadores orgânicos conhecidos como enzimas. Todas essas moléculas são essenciais e, como tal, é importante ter um suprimento constante de aminoácidos, daí a resposta prazerosa à sua presença na boca.
Em países asiáticos dentro da esfera de influência principalmente chinesa e indiana, pungência (picante ou quente) tinha sido tradicionalmente considerado um sexto sabor básico. Em 2015, os pesquisadores sugeriram um novo sabor básico de ácidos graxos chamado "gosto de gordura", embora oleogustus e pinguis tenham sido propostos como termos alternativos.

### Doçura

O diagrama acima descreve a via de transdução de sinal do sabor doce. O objeto A é uma papila gustativa, o objeto B é uma célula gustativa da papila gustativa e o objeto C é o neurônio ligado à célula gustativa. I. A Parte I mostra a recepção de uma molécula. 1. O açúcar, o primeiro mensageiro, se liga a um receptor de proteína na membrana celular. II. A Parte II mostra a transdução das moléculas de retransmissão. 2. Receptores acoplados à proteína G, segundos mensageiros, são ativados. 3. As proteínas G ativam a adenilato ciclase, uma enzima que aumenta a concentração de cAMP. A despolarização ocorre. 4. A energia, da etapa 3, é fornecida para ativar os canais de proteína de K+, potássio. III. A Parte III mostra a resposta da célula gustativa. 5. Ca+, cálcio, canais de proteína são ativados. 6. O aumento da concentração de Ca+ ativa as vesículas do neurotransmissor. 7. O neurônio conectado ao botão gustativo é estimulado pelos neurotransmissores

A doçura, geralmente considerada uma sensação de prazer, é produzida pela presença de açúcares e substâncias que imitam o açúcar. A doçura pode estar ligada a aldeídos e cetonas, que contêm um grupo carbonila. A doçura é detectada por uma variedade de receptores acoplados à proteína G (RAPG) acoplados à proteína G gustaducina encontrada nas papilas gustativas. Pelo menos duas variantes diferentes dos "receptores de doçura" devem ser ativados para o cérebro registrar a doçura. Os compostos que o cérebro percebe como doces são compostos que podem se ligar a dois receptores diferentes de doçura, com força de ligação variável. Esses receptores são T1R2 + 3 (heterodímero) e T1R3 (homodímero), que são responsáveis por todas as sensações doces em humanos e animais. Os limites de detecção de sabor para substâncias doces são avaliados em relação à sacarose, que tem um índice de 1. O limite de detecção humano médio para a sacarose é de dez milimoles por litro. Para a lactose é de trinta milimoles por litro, com um índice de doçura de 0,3, e 5-nitro-2-propoxianilina 0,002 milimoles por litro. Adoçantes “naturais”, como os sacarídeos, ativam o RAPG, que libera gustaducina. A gustaducina então ativa a molécula adenilato ciclase, que catalisa a produção da molécula de cAMP, ou adenosina 3', 5'-monofosfato cíclico. Esta molécula fecha os canais de íons de potássio, levando à despolarização e liberação de neurotransmissores. Adoçantes sintéticos, como a sacarina, ativam diferentes RAPGs e induzem a despolarização das células do receptor do sabor por uma via alternativa.

### Acidez

O diagrama descreve a via de transdução de sinal do sabor azedo ou salgado. O objeto A é uma papila gustativa, o objeto B é uma célula receptora gustativa dentro do objeto A e o objeto C é o neurônio ligado ao objeto B. I. Parte I é a recepção de íons hidrogênio ou íons sódio. 1 Se o sabor for azedo, os íons H+, de uma substância ácida, passam por seu canal iônico específico. Alguns podem passar pelos canais de Na+. Se o sabor for salgado de Na+, sódio, as moléculas passam pelos canais de Na+. A despolarização ocorre. II. A Parte II é a via de transdução das moléculas de relé. Canais cátions, como K+, são abertos. III. A parte III é a resposta da célula. 3. Um influxo de íons Ca+ é ativado. 4. O Ca+ ativa neurotransmissores. 5. Um sinal é enviado ao neurônio ligado à papila gustativa

A acidez é o sabor que detecta a acidez. A acidez das substâncias é avaliada em relação ao ácido clorídrico diluído, que tem um índice de acidez de 1. Em comparação, o ácido tartárico tem um índice de acidez de 0,7, o ácido cítrico um índice de 0,46 e o ácido carbônico um índice de 0,06.
O gosto azedo é detectado por um pequeno subconjunto de células distribuídas por todas as papilas gustativas da língua. As células do gosto ácido podem ser identificadas pela expressão da proteína PKD2L1, embora esse gene não seja necessário para respostas ácidas. Há evidências de que os prótons que são abundantes em substâncias ácidas podem entrar diretamente nas células do sabor azedo por meio de canais iônicos localizados apicalmente. Em 2018, o canal iônico eletivo de prótons otopetrina 1 (Otop1) foi apontado como o mediador primário desse influxo de prótons. Essa transferência de carga positiva para a célula pode desencadear uma resposta elétrica. Também foi proposto que ácidos fracos como o ácido acético, que não está totalmente dissociado em valores de pH fisiológicos, podem penetrar nas células gustativas e, assim, provocar uma resposta elétrica. De acordo com esse mecanismo, os íons de hidrogênio intracelulares inibem os canais de potássio, que normalmente funcionam para hiperpolarizar a célula. Por uma combinação da ingestão direta de íons de hidrogênio (que despolariza a célula) e a inibição do canal hiperpolarizante, a acidez faz com que a célula gustativa dispare potenciais de ação e libere neurotransmissor.
Os alimentos com acidez natural mais comuns são frutas, como limão, uva, laranja, tamarindo e melão. Alimentos fermentados, como vinho, vinagre ou iogurte, podem ter sabor azedo. As crianças nos Estados Unidos e no Reino Unido apreciam mais os sabores ácidos do que os adultos.

### Salgado
O receptor mais simples encontrado na boca é o receptor de cloreto de sódio (sal). O salgado é um sabor produzido principalmente pela presença de íons de sódio. Outros íons do grupo dos metais alcalinos também têm gosto salgado, mas quanto mais longe do sódio, menos salgada a sensação é. Um canal de sódio na parede das células gustativas permite que os cátions de sódio entrem na célula. Isso por si só despolariza a célula e abre os canais de cálcio dependentes de voltagem, inundando a célula com íons de cálcio positivos e levando à liberação de neurotransmissores. Este canal de sódio é conhecido como canal de sódio epitelial (CNaE) e é composto por três subunidades. Um CNaE pode ser bloqueado pelo fármaco amilorida em muitos mamíferos, especialmente ratos. A sensibilidade do sabor do sal à amilorida em humanos, entretanto, é muito menos pronunciada, levando à conjectura de que pode haver proteínas receptoras adicionais além de CNaE a serem descobertas.
O tamanho dos íons de lítio e potássio se assemelha mais ao do sódio e, portanto, o sabor salgado é mais semelhante. Em contraste, os íons de rubídio e césio são muito maiores, então seu sabor salgado é diferente. O salgado das substâncias é avaliado em relação ao cloreto de sódio (NaCl), que tem um índice de 1. O potássio, como cloreto de potássio (KCl), é o ingrediente principal nos substitutos do sal e tem um índice de salinidade de 0,6.
Outros cátions monovalentes, por exemplo, amônio (NH4+), e cátions divalentes do grupo de metal alcalinoterroso da tabela periódica, por exemplo, cálcio (Ca2+), íons geralmente provocam um gosto amargo em vez de salgado, embora eles, também, pode passar diretamente pelos canais iônicos da língua, gerando um potencial de ação. Mas o cloreto de cálcio é mais salgado e menos amargo do que o cloreto de potássio e é comumente usado em salmoura em conserva em vez de KCl.

### Amargura

O diagrama descrito acima mostra a via de transdução de sinal do sabor amargo. O sabor amargo tem muitos receptores e vias de transdução de sinal diferentes. Amargo indica veneno para animais. É mais semelhante ao doce. O objeto A é uma papila gustativa, o objeto B é uma célula gustativa e o objeto C é um neurônio ligado ao objeto B. I. A parte I é a recepção de uma molécula. Uma substância amarga, como o quinino, é consumida e se liga aos receptores acoplados à proteína G. II. A Parte II é a via de transdução 2. Gustducina, um segundo mensageiro da proteína G, é ativada. 3. A fosfodiesterase, uma enzima, é então ativada. 4. O nucleotídeo cíclico, cNMP, é usado, diminuindo a concentração 5. Canais como o K+, potássio, canais, fechar. III. A Parte III é a resposta da célula gustativa. 6. Isso leva a níveis aumentados de Ca+. 7. Os neurotransmissores são ativados. 8. O sinal é enviado ao neurônio

O amargor é um dos sabores mais sensíveis e muitos o percebem como desagradável, agudo ou desagradável, mas às vezes é desejável e adicionado intencionalmente por meio de vários agentes amargos. Alimentos e bebidas amargas comuns incluem café, cacau sem açúcar, mate sul-americano, chá de coca, cabaça amarga, azeitonas, casca de frutas cítricas, plantas da família Brassicaceae, folhas de dente-de-leão, marroio, chicória selvagem e escarola. O etanol nas bebidas alcoólicas tem um gosto amargo, como os ingredientes amargos adicionais encontrados em algumas bebidas alcoólicas, incluindo o lúpulo na cerveja e a genciana nos bitters. A quinina também é conhecida por seu sabor amargo e é encontrado na água tônica.